# Jaume Mir Mateo
Jaume Mir Mateo és un enginyer agrònom menorquí. El 1998 va rebre el Premi Ramon Llull en reconeixement de la seva tasca d'investigació sobre el món rural menorquí i de promoció contínua de la seva modernització. Ha muntat i posat en marxa l'Escola de Capacitació Agrària de Maó, de la qual ha estat director fins a la jubilació.